# Can Balada
Can Balada és una masia del municipi de Castellar del Vallès (Vallès Occidental) inclosa en l'Inventari del Patrimoni Arquitectònic de Catalunya.

## Descripció
És una masia que presenta unes característiques arquitectòniques que s'allunyen dels perfils clàssics de l'arquitectura rural o popular característica d'aquesta contrada. És de planta quadrada, la tossa de la casa manifesta una inspiració de caràcter renaixentista si bé amb una amalgama de conceptes decoratius i arquitectònics que tampoc la inclouen amb una clara diferenciació estilística.
La teulada amb quatre aiguavessos, de teules àrabs, està rematada per una cornisa que corre al llarg de les quatre façanes i inhibint la formació de ràfecs. La decoració geomètrica transcorre també per sota la cornisa en forma de goterons. El frontis principal presenta una portalada amb dintell i finestrals de línies verticalitzants rodejades també de motllures rectilínies. A la part superior de l'edifici hi ha unes obertures rectangulars sota la teulada que transcorren també al llarg de la façana, intercalades amb motius esgrafiats.
Inscrites a la mateixa teulada i interrompent l'aiguavés de la part lateral dreta, s'alça una torre d'un sol pis sobresortint que manté la mateixa disposició arquitectònica i decorativa que l'edifici, malgrat que la coberta sigui plana, en forma de terrat, en lloc de teules i culminada amb merlet.
Tota l'edificació està envoltada per un mur de pedra desigual i morter que denota una construcció anterior. Les quatre façanes de la casa són arrebossades.